# Haifa International Airport
Den här artikeln har delvis skapats av Lsjbot, ett program (en robot) för automatisk redigering (2016-09). Artikeln kan eventuellt innehålla språkliga fel eller ett märkligt bildurval. Mallen kan avlägsnas efter en kontroll av innehållet.
Haifa International Airport (hebreiska: נמל התעופה חיפה, engelska: U Michaeli Airport) är en flygplats i Israel som invigdes 1934.   Den ligger i distriktet Haifa, i den norra delen av landet. Haifa International Airport ligger 8 meter över havet.
Terrängen runt Haifa International Airport är platt åt nordost, men åt sydväst är den kuperad. Havet är nära Haifa International Airport åt nordväst. Runt Haifa International Airport är det mycket tätbefolkat, med 1 956 invånare per kvadratkilometer. Närmaste större samhälle är Haifa, 5,2 km väster om Haifa International Airport. Runt Haifa International Airport är det i huvudsak tätbebyggt.